# 윈저 대학교

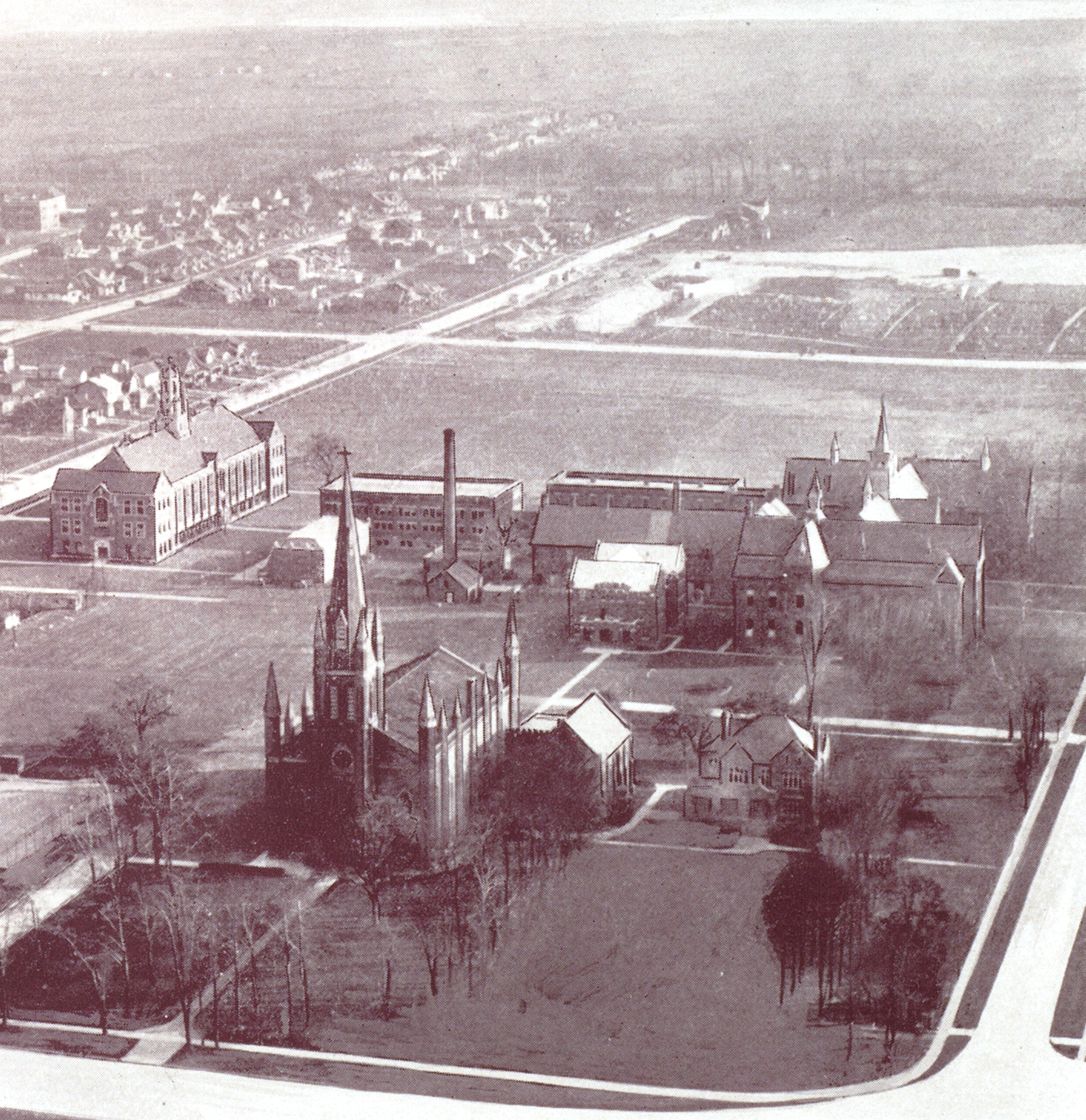

윈저 대학교(University of Windsor, UWindsor, U of W 또는 UWin)는 캐나다 온타리오주 윈저 (온타리오주)에 위치한 공립 연구형 대학이다. 캐나다 최남단에 위치한 대학으로, 약 17,500명의 학생이 재학 중이다. 1962년 주 정부에 의해 설립되었으며, 15만 명이 넘는 동문을 배출했다.
윈저 대학교는 인문·사회과학부, 교육학부, 공학부, 오데트 경영대학원, 대학원, 인간운동학부, 법학부, 간호학부, 과학부 등 9개의 학부로 구성되어 있다. 각 학부와 독립 단과대학을 통해 자동차, 환경, 사회 정의, 국제 무역 연구에 주력해 왔다. 최근에는 건강, 자연과학, 기업가 정신 연구에도 점차 집중하고 있다.